# Bondarcevomyces taxi
Bondarcevomyces taxi är en svampart som först beskrevs av Appollinaris Semenovich Bondartsev, och fick sitt nu gällande namn av Erast Parmasto 1999. Bondarcevomyces taxi ingår i släktet Bondarcevomyces och familjen Tapinellaceae.   Inga underarter finns listade i Catalogue of Life.